# Carlton Loewer
Pour les articles homonymes, voir Loewer.
Carlton Edward Loewer (né le 24 septembre 1973 est un lanceur droitier durant quatre saisons de 1998 à 2003 dans la Ligue majeure de baseball. Il a joué pour les Phillies de Philadelphie et les Padres de San Diego. Depuis sa retraite, il est maintenant propriétaire d'une entreprise d'agents d'immeuble dans le Wyoming.

## Carrière
Né à Lafayette en Louisiane, il étudie à l'Université d'État du Mississippi et il joue à partir de 1994 pour les Harbor Harbor (en) de Hyannis dans le Massachusetts dans la ligue de baseball de Cape Cod. Il est sélectionné par les Philies lors du repêchage de 1994 dans la Ligue majeure de baseball.